# Karim Akerma
Karim Akerma (* 1965 in Hamburg) ist ein deutscher Philosoph und Übersetzer.

## Leben und Werdegang
Von 1984 bis 1988 studierte Akerma in seiner Heimatstadt Hamburg Philosophie, Geschichte sowie Neuere deutsche Literaturwissenschaft auf Magister. Es folgte eine Promotion, die er 1991 abschloss. In der zweiten Hälfte der 1990er Jahre hielt er Lehrveranstaltungen an Universitäten in Hamburg und Leipzig ab.
Zwischen 1995 und 2006 veröffentlichte er eine Reihe von Büchern zu ethischen bzw. philosophischen Fragen. Er arbeitet als Übersetzer und veröffentlicht Beiträge in Online-Medien wie Tabula Rasa und The European.

## Positionen
Akerma ist Vertreter des Antinatalismus.
In einer Sendung des Deutschlandfunks zum Thema Diskussion nicht nur bei Paaren – Kann man in diese Welt noch Kinder setzen?  legte Akerma im Januar 2023 dar, dass
- man grundsätzlich keine Kinder bekommen sollte, weil niemals so gehandelt werden sollte, dass ein Mensch sterben muss, was dann aber zwangsläufig der Fall sei;
- beim Verzicht auf Kinder die Menschheit langfristig aussterben würde, was im Hinblick auf die Tierwelt gut sei;
- Kinder zu haben immer egoistisch sei.

## Veröffentlichungen
- Der Gewinn des Symbolischen. Zur Ableitung von Naturtheorie aus dem gesellschaftlichen Sein in der Tradition kritischer Theorie seit Marx. LIT Verlag, Münster 1992 (zugl.: Hamburg, Univ., Diss., 1991).
- Soll eine Menschheit sein? Eine fundamentalethische Frage. Junghans Verlag, Cuxhaven/Dartford 1995.
- mit Gerd Maximovič: Philosophische Betrachtungen zum Außerirdischen. Kosmophilosophie #1. Junghans-Verlag, Cuxhaven/Dartford 1996.
- Verebben der Menschheit? Neganthropie und Anthropodizee. Alber, Freiburg i. Br./München 2000.
- Außerirdische. Einleitung in die Philosophie; Extraterrestrier im Denken von Epikur bis Hans Jonas. Monsenstein und Vannerdat, Münster 2002.
- Lebensende und Lebensbeginn. Philosophische Implikationen und mentalistische Begründung des Hirn-Todeskriteriums. LIT Verlag, Münster/Hamburg 2006.